# Plantago lagopus
Plantago lagopus, comummente conhecida como olho-de-cabra, é uma espécie de planta com flor pertencente à família das Plantagináceas e ao tipo fisionómico dos hemicriptófitos.

## Nomes comuns
Dá ainda pelos seguintes nomes comuns: erva-da-mosca, erva-mosca (não confundir com a Ophrys bombyliflora, que consigo partilha este nome), língua-de-ovelha, língua-de-vaca, orelha-de-lebre( não confundir com as espécies Lychnis coronaria e Cynoglossum creticum, que consigo partilham este nome), tanchagem-de-pata-de-lebre.

## Taxonomia
A autoridade científica da espécie é L., tendo sido publicada em Species Plantarum 1: 114. 1753.

### Etimologia
Relativamente ao nome científico:
- Quanto ao nome genérico, Plantago[6], trata-se de um substantivo latino que significa «parietária».
- Quanto ao epíteto específico, lagopus, trata-se de uma aglutinação dos étimos gregos clássicos lagós (λαγός)[7], que significa «lebre», e pous (πους)[8], que significa «pé».

## Distribuição
Esta espécie encontra-se presente ao longo da orla mediterrânea.

### Portugal
Trata-se de uma espécie presente no território português, nomeadamente em Portugal Continental, no Arquipélago dos Açores e no Arquipélago da Madeira. Mais concretamente, no que toca a Portugal Continental, marca presença em praticamente todo o território, salvo em todas as zonas do Noroeste e do Nordeste, na Terra Fria Transmontana e nas Berlengas.
Em termos de naturalidade, é nativa de Portugal Continental e Arquipélago da Madeira e introduzida no arquipélago dos Açores.

### Ecologia
É uma espécie ruderal, com primazia por prados anuais, veigas, orlas de veredas e bouças.
Tem preferência por espaços secos, com solos de substracto nitroso.

## Protecção
Não se encontra protegida por legislação portuguesa ou da Comunidade Europeia.